# 托法內山
46°32′N 12°03′E / 46.533°N 12.050°E

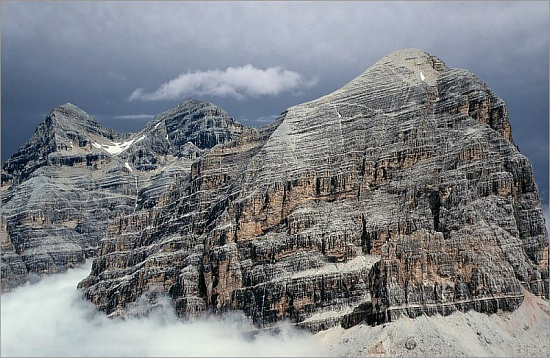

托法內山（義大利語：Tofane），是意大利的山峰，位於該國東北部，由貝盧諾省負責管轄，屬於多洛米蒂山的一部分，海拔高度3,244米，每年平均降雨量1,874毫米，人類在1863年8月29日首次登頂。